# Bouarouss
Bouarouss  (in arabo بوعروس‎?) è un centro abitato e comune rurale del Marocco situato nella provincia di Taounate, regione di Fès-Meknès. Conta una popolazione di 18 147 abitanti (censimento 2014).